# Rudolf Bitzan
Rudolf Bitzan (18. května 1872, Stráž pod Ralskem – 2. listopadu 1938, Drážďany) byl česko-německý architekt. Na území Čech patřil mezi nejvýznačnější tvůrce rané moderny a geometrické secese na počátku 20. století. Po libereckých studiích průmyslové školy pokračoval na Vysoké škole technické v Mnichově. Jeho tvorbu během pobytu v Drážďanech ovlivnil William Lossow, s kterým se ale nakonec rozešel. Po celý život udržoval kontakty k Liberecku. Získal četná ocenění.

## Život

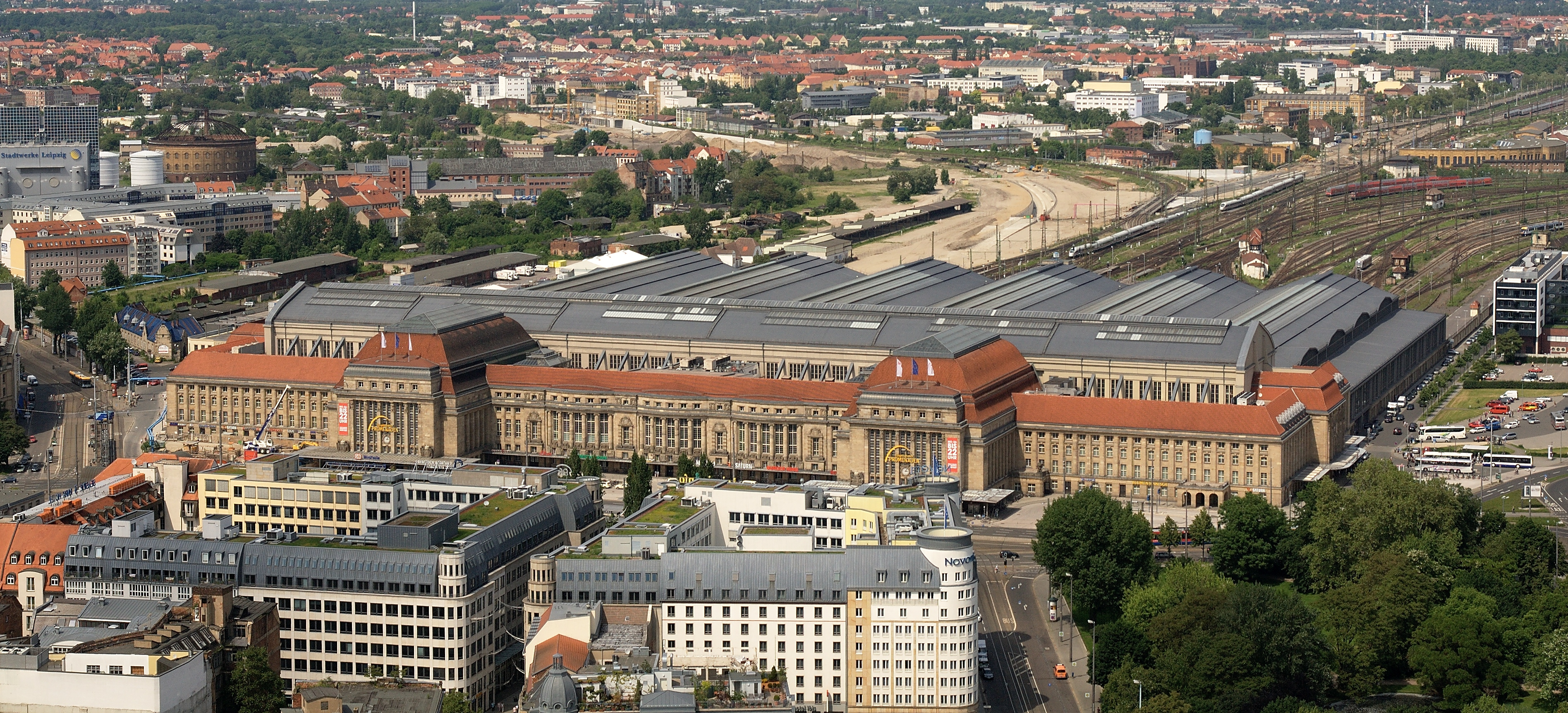
Hlavní nádraží v Lipsku kvůli kterému došlo mezi Lossowem a Bitzanem k roztržce o autorství.

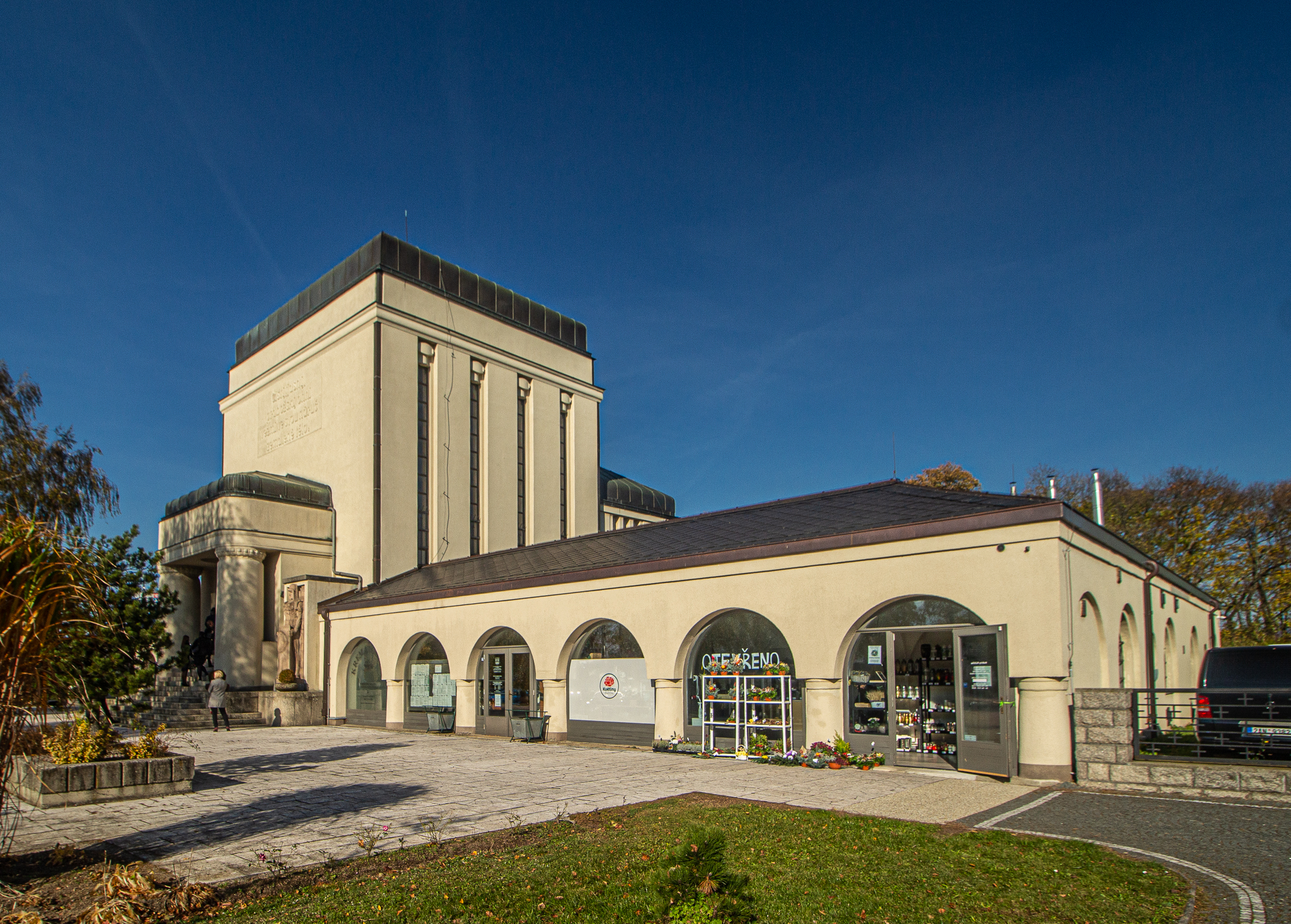
Krematorium v Liberci

Otec Rudolfa Bitzana byl učitelem a rodina bydlela v domě v dnešní Revoluční ulici čp. 154 v Liberci. Rudolf Bitzan studoval nejprve na nižší Reálné škole a v letech (1886–1890) na Státní průmyslové škole v Liberci. V této době z ní vycházelo mnoho významných architektů, z nichž můžeme jmenovat Josefa Zascheho či Roberta Hemmricha. Následně nastoupil praxi u Wilhema Stärze, frýdlantského stavitele a specialisty na technické stavby. Roku 1897 se stal stavitelským mistrem. Dále studoval na Vysoké škole technické v Mnichově.
V roce 1903 se přestěhoval do Drážďan, kde už trvale zůstal do konce svého života. Krátce po svém příchodu pracoval u kanceláře Schilling & Gräbner a později u ateliéru Lossow und Viehweger, kde se již prosadil jako hlavní projektant. Spolu s vlastníky kanceláře se zúčastnil soutěže v roce 1906 o novou budou nádraží v Lipsku, spor o její autorství však nakonec vyústil Bitzanovým odchodem z firmy.
Po celou dobu své tvorby si Rudolf Bitzan udržel vazby na severní Čechy a Liberecko, což vedle jeho studií v mládí posílil i sňatek s dcerou frýdlantského starosty Antona J. Aignera. Přímo v Liberci například navrhl zajímavou budovu krematoria.

## Návrhy a stavby

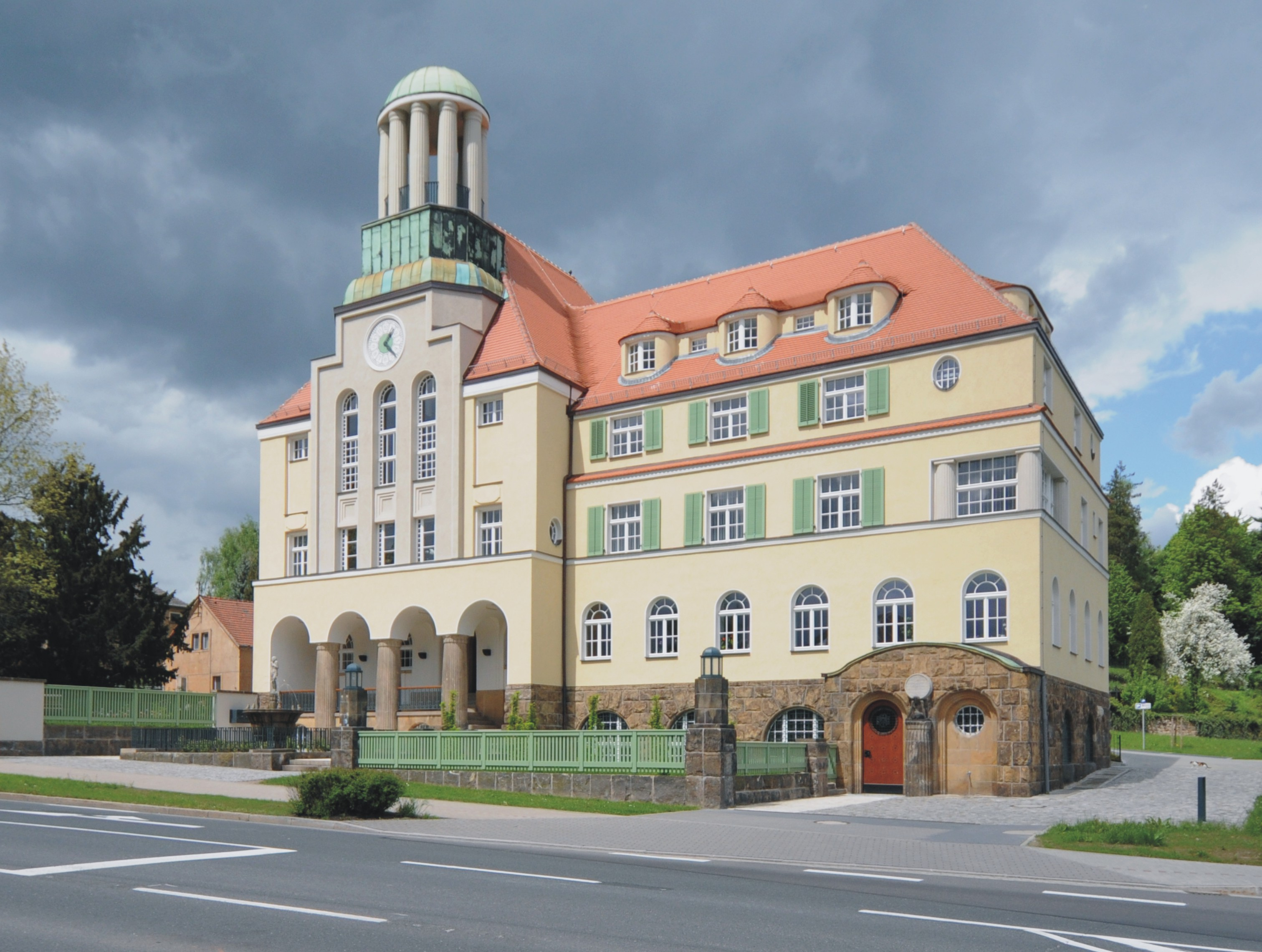
Rudolf Bitzan (1914–1915) - radnice v Döhlenu, Německo. V letech 2010–2012 proběhla rekonstrukce. (Stav 2013)

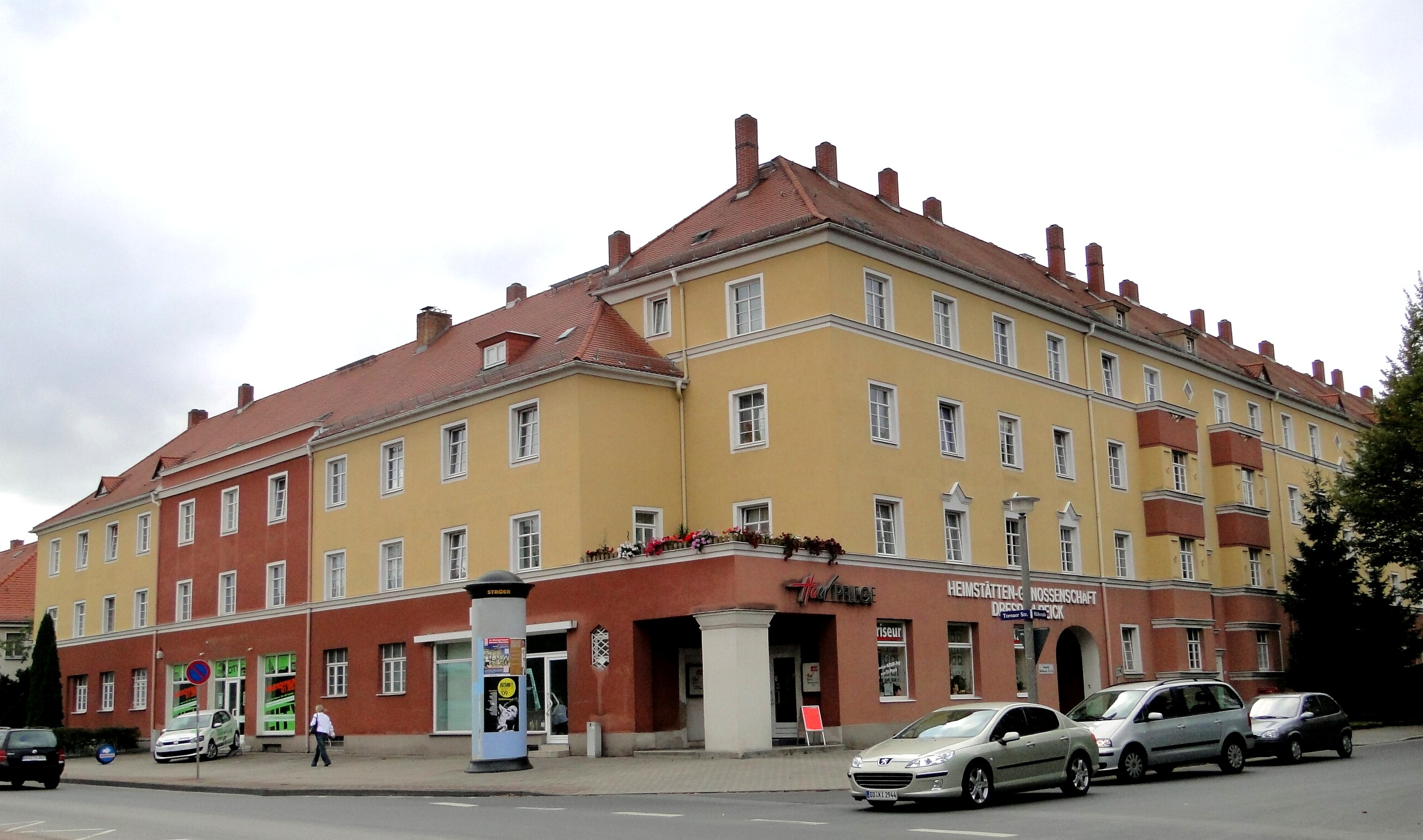
Spolupráce na obytném centru v Drážďanech v roce 1920 (Siedlung Reick v roce 2009).

- 1902 Soutěžní návrh na Reálnou školu, Teplice [4]
- 1907 Soutěžní návrh na stavbu divadla na dnešním Lidickém náměstí 10 v Ústí nad Labem, nakonec vybrán návrh Alexandera Grafa.[5]
- 1909 Vinárna Postilion
- 1910 Glückova vila
- 1911 Obytný dům pro firmu Möldner & spol.
- 1912 Vila Otto Goltze
- 1913 kostel sv. Kříže (Kreuzkirche), Zhořelec [6]
- 1914-1915 Radnice, Döhlen - Německo [7]
- 1915 Hlavní nádraží v Lipsku (spor o autorství)
- 1917 liberecké krematorium a urnový háj
- 1920 spolupráce na sídlišti Reick, Drážďany[8]
- 1921 Vila Emila Simona
- 1921 Dům úřednictva firmy P. A. Šlechta a syn, Lomnice nad Popelkou [9]
- 1924 Krušnohorské divadlo, Teplice [10]
- 1924 Severočeské elektrárny, Teplická 8, Děčín [11]
- 1926 Kino Oko Masarykova třída 52, Teplice [12]
- 1926 Kino, Nový Bor [13]
- 1928-29 Polyfunkční dům s kinem, Saxinger
- 1930 Studentská ubytovna na Králově háji, Liberec [14]
- 1931 Lidový dům